# Моубрей, Тони
Э́нтони Марк Моубре́й (англ. Anthony Mark Mowbray; род. 22 ноября 1963, Солтберн-бай-Си, Норт-Йоркшир), более известный как То́ни Моубре́й (англ. Tony Mowbray) — английский футболист, тренер. Выступал на позиции защитника в таких клубах, как «Мидлсбро», «Селтик» и «Ипсвич Таун».
Тренерская карьера Тони началась в его последнем «игровом» клубе — «Ипсвиче». В 2004 году Моубрей стал наставником шотландского «Хиберниана». В первый же сезон под руководством английского специалиста «хибс» стали бронзовыми призёрами чемпионата Шотландии, а сам Тони удостоился звания тренера года по версии журналистов. Покинув эдинбургцев в 2006 году, он возглавил «Вест Бромвич Альбион», который через два года вывел в английскую Премьер-лигу. Этот успех «дрозды» не сумели развить, и уже в 2009 году они покинули высший дивизион Англии. В июне этого же года Моубрей возглавил «Селтик», но был уволен с этого поста через девять месяцев.
26 октября 2010 года Тони вернулся в родной «Боро» в качестве наставника первой команды, сменив на этом посту Гордона Стракана, покинувшего клуб неделей ранее.

## Карьера игрока

### «Мидлсбро»
Тони родился в пригороде Мидлсбро — Солтберне. В 1982 году, в возрасте 18-ти лет подписал с «Боро» свой первый профессиональный контракт. В 22 года, учитывая его непререкаемый авторитет в команде, Моубрей был избран капитаном «речников», для которых это было время почти полного банкротства — клуб стоял на грани ликвидации. За те шесть лет, что Тони носил капитанскую повязку «Боро», команда проделала путь от своего бедственного положения в элиту английского футбола. Заслуга самого Моубрея в этом была огромной — он стал настоящим лидером коллектива, «стержнем» вокруг которого строилась вся игра «речников». От болельщиков Тони удостоился звания легенды «Мидлсбро». Фанзин «Боро», «Возьми меня на Луну» (англ. Fly me to the Moon), назван так по мотивам фразы, произнесённой бывшим в то время наставником «речников», Брюсом Риочем:
Если бы мне пришлось отправиться на Луну, я бы взял с собой своего капитана, Тони Моубрея. Он исключительный человек.
В 1991 году Тони перешёл в шотландский «Селтик», который заплатил «Боро» за него один миллион фунтов стерлингов.

### «Селтик»
Карьера Моубрея в Шотландии не сложилась из-за личных проблем — смерти жены Бернадетт от рака молочной железы в 1995 году. Часто утверждается, что круг, в который игроки «кельтов» становятся перед матчем, настраиваясь на игру, впервые появился как дань памяти жене Тони. Впоследствии Моубрей рассказал об этой трагедии в своей книге «Поцелуй Ангела» (англ. Kissed by an Angel), чем заслужил уважение всей британской общественности.
В том же 1995 году Тони покинул Глазго. Всего за «Селтик» в различных турнирах Тони сыграл 95 встреч и забил пять мячей.

### «Ипсвич Таун»
Следующим клубом Тони был «Ипсвич Таун». За «синих» он отыграл пять лет, став капитаном команды. В сезоне 1999/2000 Моубрей забил важнейший мяч в ворота клуба «Барнсли» в финальной игре плей-офф за выход в английскую Премьер-лигу. «Ипсвич» победил в этом поединке со счётом 4:2 и завоевал место в элитном британском дивизионе. После матча с «Барнсли» Моубрей заявил о завершении карьеры футболиста.

### Клубная статистика
| Клуб                   | Сезон                  | Чемпионат | Чемпионат | Кубок | Кубок | Кубок лиги | Кубок лиги | Трофей футбольной лиги | Трофей футбольной лиги | Плей-офф лиги | Плей-офф лиги | Еврокубки | Еврокубки | Итого | Итого |
| Клуб                   | Сезон                  | Игры      | Голы      | Игры  | Голы  | Игры       | Голы       | Игры                   | Голы                   | Игры          | Голы          | Игры      | Голы      | Игры  | Голы  |
| ---------------------- | ---------------------- | --------- | --------- | ----- | ----- | ---------- | ---------- | ---------------------- | ---------------------- | ------------- | ------------- | --------- | --------- | ----- | ----- |
| Мидлсбро               | 1982/83                | 26        | 0         | 3     | 0     | 2          | 0          | —                      | —                      | —             | —             | —         | —         | —     | —     |
| Мидлсбро               | 1983/84                | 35        | 1         | 3     | 0     | 1          | 0          | —                      | —                      | —             | —             | —         | —         | —     | —     |
| Мидлсбро               | 1984/85                | 40        | 3         | 2     | 0     | 2          | 0          | —                      | —                      | —             | —             | —         | —         | —     | —     |
| Мидлсбро               | 1985/86                | 35        | 4         | —     | —     | 2          | 0          | —                      | —                      | —             | —             | —         | —         | —     | —     |
| Мидлсбро               | 1986/87                | 46        | 7         | 3     | 0     | 4          | 0          | 5                      | 0                      | —             | —             | —         | —         | —     | —     |
| Мидлсбро               | 1987/88                | 44        | 3         | 5     | 1     | 4          | 1          | —                      | —                      | —             | —             | —         | —         | —     | —     |
| Мидлсбро               | 1988/89                | 37        | 3         | 1     | 0     | 2          | 0          | —                      | —                      | —             | —             | —         | —         | —     | —     |
| Мидлсбро               | 1989/90                | 28        | 2         | 3     | 0     | 3          | 0          | —                      | —                      | —             | —             | —         | —         | —     | —     |
| Мидлсбро               | 1990/91                | 40        | 3         | 3     | 0     | 6          | 1          | —                      | —                      | —             | —             | —         | —         | —     | —     |
| Мидлсбро               | 1991/92                | 17        | 0         | —     | —     | 3          | 0          | —                      | —                      | —             | —             | —         | —         | —     | —     |
| Всего за «Мидлсбро»    | Всего за «Мидлсбро»    | 348       | 26        | 23    | 1     | 29         | 2          | 24                     | 1                      | 0             | 0             | 0         | 0         | 424   | 30    |
| Селтик                 | 1991/92                | 15        | 2         | 2     | 0     | —          | —          | —                      | —                      | —             | —             | —         | —         | 17    | 2     |
| Селтик                 | 1992/93                | 26        | 1         | —     | —     | 3          | 0          | —                      | —                      | —             | —             | 4         | 0         | 33    | 1     |
| Селтик                 | 1993/94                | 21        | 1         | 1     | 0     | —          | —          | —                      | —                      | —             | —             | 2         | 0         | 24    | 1     |
| Селтик                 | 1994/95                | 15        | 1         | 2     | 0     | 4          | 0          | —                      | —                      | —             | —             | —         | —         | 21    | 1     |
| Всего за «Селтик»      | Всего за «Селтик»      | 77        | 5         | 5     | 0     | 7          | 0          | 0                      | 0                      | 0             | 0             | 6         | 0         | 95    | 5     |
| Ипсвич Таун            | 1995/96                | 19        | 2         | 4     | 0     | 2          | 0          | —                      | —                      | —             | —             | —         | —         | 25    | 2     |
| Ипсвич Таун            | 1996/97                | 8         | 0         | —     | —     | 1          | 0          | —                      | —                      | —             | —             | —         | —         | 9     | 0     |
| Ипсвич Таун            | 1997/98                | 25        | 0         | 2     | 0     | 2          | 1          | —                      | —                      | —             | —             | —         | —         | 29    | 1     |
| Ипсвич Таун            | 1998/99                | 40        | 2         | 2     | 0     | 2          | 0          | —                      | —                      | 2             | 0             | —         | —         | 46    | 2     |
| Ипсвич Таун            | 1999/2000              | 36        | 1         | 1     | 0     | —          | —          | —                      | —                      | 3             | 1             | —         | —         | 40    | 2     |
| Всего за «Ипсвич Таун» | Всего за «Ипсвич Таун» | 128       | 5         | 9     | 0     | 7          | 1          | 0                      | 0                      | 5             | 1             | 0         | 0         | 149   | 7     |
| Всего за карьеру       | Всего за карьеру       | 553       | 36        | 37    | 1     | 44         | 3          | 24                     | 1                      | 5             | 1             | 6         | 0         | 669   | 42    |

## Тренерская карьера
Тренерская карьера Тони началась осенью 2002 года, когда он недолго исполнял обязанности главного тренера «Ипсвич Таун».

### «Хиберниан»
В мае 2004 года Моубрей возглавил шотландский клуб «Хиберниан», заменив на посту наставника команды Бобби Уильямсона. В первый же сезон под руководством Тони «Хибс» завоевали бронзовые медали чемпионата Шотландии, а английский специалист удостоился звания лучшего тренера года по версии журналистов. В следующем футбольном году «Хиберниан» занял четвёртое место в национальном первенстве.
Под руководством Моубрея «Хиберниан» дважды принимал участие в еврокубках — в розыгрыше Кубка УЕФА 2005/06 года шотландцы в первом же раунде уступили по сумме двух встреч украинскому «Днепру», в турнире Кубка Интертото 2006 эдинбургцы дошли до финала, где однако проиграли датскому «Оденсе».
В середине 2006 года руководство бывшего клуба Тони, «Ипсвича», предложило специалисту занять пост главного тренера «синих», но шотландец ответил на это отказом. В сентябре этого же года Моубрей подписал новый контракт с «Хибс» сроком до лета 2007 года.
В начале октября 2006 года в прессе появились сообщения о скором назначении Моубрея на пост наставника английского клуба «Вест Бромвич Альбион». 10 октября представители «дроздов» подтвердили информацию о том, что они получили разрешение вести переговоры с Тони от руководства «Хиберниана». 13 октября было объявлено, что стороны достигли соглашения, и Тони переезжает в Англию.

### «Вест Бромвич Альбион»
На посту главного тренера «Альбион» Моубрей сменил Брайана Робсона, работа которого в «Вест Бромвиче» сложилась неудачно — клуб покинул Премьер-лигу по итогам сезона 2005/06. Руководство «дроздов» поставило перед Тони задачу вернуть клуб в элитный английский дивизион. С первого раза шотландский специалист её не выполнил — его клуб финишировал на четвёртом месте в Чемпионшипе, в играх плей-офф «Вест Бромвич» по сумме двух матчей победил «Вулверхэмптон Уондерерс», но в финальной встрече, проходившей на стадионе «Уэмбли», команда Моубрея уступила «Дерби Каунти» со счётом 0:1.
В межсезонье Тони заметно реконструировал состав «дроздов», расставшись с такими игроками, как Джейсон Кумас, Дьоманси Камара, Кёртис Дэвис, Пол Макшейн, Натан Эллингтон, Даррен Картер и Стив Уотсон. Им на смену «Вест Бромвич» купил и взял в аренду 14 новых футболистов. Самыми дорогими покупками «дроздов» были Крис Брант из «Шеффилд Уэнсдей» (3 миллиона фунтов стерлингов), Леон Барнетт из «Лутон Таун» (2,5 миллиона) и Джеймс Моррисон из «Мидлсбро» (1,5 миллиона).
Несмотря на столь серьёзные изменения в составе, «Вест Бромвич» начал показывать отличную игру. В сентябре Моубрей был назван тренером месяца. К началу 2008 года «Вест Бромвич» уверенно лидировал в Чемпионшипе, а игра команды Тони комментировалась в прессе и среди болельщиков только в восторженных тонах. Визитной карточкой «Альбион» стала культура паса в одно касание, которую привил «дроздам» Моубрей.
В итоге, заняв первое место в Чемпионшипе, «Вест Бромвич» добился права играть в Премьер-лиге, в этом же сезоне команда Тони дошла до полуфинала Кубка Англии. В поединке 1/2 финала «дрозды» встречались на обновлённом стадионе «Уэмбли» с «Портсмутом», единственным представителем элитного дивизиона Англии, дошедшим до этой стадии турнира. Встреча закончилась со счётом 1:0 в пользу гэмпширской команды, единственный гол забил нигериец Нванкво Кану.
В апреле Моубрей был вновь удостоен звания тренер месяца. В этом же месяце Ассоциация тренеров Лиги признала его тренером года.
Сезон 2008/09 года для «Вест Бромвича» и Моубрея сложился неудачно — команда заняла последнее, 20-е, место в Премьер-лиге и вновь вылетела в Чемпионшип.

### «Селтик»
8 июня 2009 года пресс-служба шотландского «Селтика» сообщила, что Моубрей ведёт переговоры с глазговским клубом на предмет возможного трудоустройства английского специалиста в качестве главного тренера «кельтов». В итоге 16 июня Тони стал новым наставником «бело-зелёных», также было сообщено, что шотландцы выплатили «Вест Бромвичу» 3,3 миллиона фунтов в качестве компенсации. 17 июня Моубрей был представлен команде и шотландской прессе на специально созванной для этого пресс-конференции. Тони заявил, что его ассистентами в «Селтике» будут Нил Леннон, Питер Грант, Марк Винус и Стиви Вудс. 12 августа Моубрей был назван лучшим тренером месяца в шотландской Премьер-лиге. Но дела у «Селтика» шли неважно — к середине сезона «кельты» отставали от своих злейших врагов из «Рейнджерс» на 10 очков. Домашнее поражение «бело-зелёных» от «Хиберниана» 27 января привело к тому, что фанаты глазговцев потребовали у руководства увольнения Тони. Моубрей ещё более усугубил сложившуюся ситуацию, продав лидеров клуба Гэри Колдуэлла и Барри Робсона, а также отдав в аренду капитана команды Стивена Макмануса. 28 января Тони установил антирекорд клуба — его тренерские показатели были хуже показателей Джона Барнса, бывшего наставника «кельтов», уволенного в середине своего первого сезона в стане «бело-зелёных» за плохие результаты. Терпение руководства глазговцев лопнуло, когда 24 марта «Селтик» безвольно проиграл «Сент-Миррену» 0:4. На следующий день Моубрей был уволен с поста главного тренера «кельтов».

### «Мидлсбро»
26 октября Тони был назначен главным тренером своего родного клуба — «Мидлсбро».
В своём первом сезоне у руля команды Моубрей сумел сохранить «Боро» в чемпионшипе, а в следующем году ему не хватило одного места для того, чтобы вывести «Мидлсбро» в плей-офф турнира. В 2013 году покинул «Риверсайд» после того, как одержал всего две победы в двенадцати матчах.

### «Ковентри Сити»
3 марта 2015 года был назначен на пост главного тренера футбольного клуба «Ковентри Сити», который находился в зоне вылета лиги один, подписав контракт до конца сезона 2014/15.
Перед Тони была поставлена задача сохранить «Sky Blues» в лиге один за 14 игр до конца чемпионата, и в итоге он совершил «хромающий» подвиг, в последнем туре спасший команду от вылета, в игре против «Кроли Таун».
29 сентября 2016 года Моубрей был уволен после того, как не сумел одержать ни одной победы в новом сезоне 2016/17.

### «Блэкберн Роверс»
22 февраля 2017 года Тони Моубрей подписал контракт сроком на 18 месяцев с футбольным клубом «Блэкберн Роверс», который в сезоне 2016/17 боролся за выживание. Англичанин сменил на этом посту ирландца Оуэна Койла.
Специалисту удалось поставить команде игру и улучшить результаты — в 15 матчах «Блэкберн» потерпел всего 3 поражения. Однако, «бродяги» всё-равно познали горечь вылета в Лигу Один.
Несмотря на понижение в классе, владельцы клуба оказали поддержку Моубрею. После длительных переговоров, которые состоялись в Индии, 23 мая 2017 года было объявлено, что менеджер продолжит работу на Ивуд Парк — 9 июня 2017 года Тони Моубрей подписал новый контракт, рассчитанный на два года с опцией продления ещё на один.
Под его руководством «Блэкберн» завоевал путёвку в Чемпионшип спустя год после вылета. Официально промоушен был оформлен 24 апреля после победы над «Донкастер Роверс» со счётом 1:0. В итоговой турнирной таблице «бродяги» заняли 2-е место, упустив «Уиган Атлетик» всего на три очка.
В сезоне 2018/19, после возвращения в Чемпионшип, Моубрей привёл «Блэкберн» к 15 месту. В Кубке Футбольной Лиги «бродяги» дошли до третьего раунда, прежде чем вылетели, проиграв «Борнмуту». В Кубке Англии «Блэкберн» также уступил в третьем раунде, но на этот раз в дополнительное время в переигровке против команды «Ньюкасл Юнайтед». 30 ноября 2018 года клуб объявил о том, что Тони Моубрей подписал новую трёхлетнюю сделку.
В сезоне 2021/22 «Блэкберн» потерпел рекордное поражение в истории клуба, уступив «Фулхэму» со счётом 0:7. Так или иначе, но по ходу кампании «бродягам» удалось взобраться на вторую строчку турнирной таблицы и впоследствии вести борьбу за зону плей-офф. Увы, но ряд негативных результатов под конец чемпионата не позволил «Роверс» побороться за выход в Премьер-лигу.
11 мая 2022 года официальный сайт «Блэкберн Роверс» сообщил, что контракт Тони Моубрея с клубом подходит к концу и продлён не будет.

### «Сандерленд»
30 августа 2022 года назначен на должность главного тренера клуба «Сандерленд».

### «Бирмингем Сити»
В январе 2024 года сменил Уэйна Руни на посту главного тренера «Бирмингем Сити». Уже в феврале Моубрей из-за проблем со здоровьем уступил свой пост ассистенту Марку Винусу. 19 марта 2024 стало известно, что Тони Моубрей из-за реабилитации после болезни сможет вернуться к работе с клубом лишь перед стартом сезона 2024/25. По обоюдному согласию с руководством клуба, Моубрея на посту главного тренера сменил до конца сезона экс-игрок команды Гари Роуэтт. 21 мая 2024 года Моубрей сообщил, что не вернётся на пост главного тренера команды.

### Возвращение в «Вест Бромвич Альбион»
17 января 2025 года футбольный клуб «Вест Бромвич Альбион» сообщил о возвращении Тони Моубрея на должность главного тренера. Контракт со специалистом подписан на 2,5 года. 21 апреля 2025 года специалист покинул занимаемую должность.

### Тренерская статистика
| Клуб                 | Страна    | Начало работы   | Завершение работы | Показатели | Показатели | Показатели | Показатели | Показатели |
| Клуб                 | Страна    | Начало работы   | Завершение работы | И          | В          | Н          | П          | % побед    |
| -------------------- | --------- | --------------- | ----------------- | ---------- | ---------- | ---------- | ---------- | ---------- |
| Ипсвич Таун          | Англия    | 11 октября 2002 | 28 октября 2002   | 4          | 1          | 1          | 2          | 025,00     |
| Хиберниан            | Шотландия | 24 мая 2004     | 13 октября 2006   | 108        | 52         | 16         | 40         | 048,15     |
| Вест Бромвич Альбион | Англия    | 18 октября 2006 | 16 июня 2009      | 140        | 57         | 32         | 51         | 040,71     |
| Селтик               | Шотландия | 16 июня 2009    | 25 марта 2010     | 45         | 23         | 9          | 13         | 051,11     |
| Мидлсбро             | Англия    | 26 октября 2010 | 21 октября 2013   | 153        | 61         | 37         | 55         | 039,87     |
| Ковентри Сити        | Англия    | 2 марта 2015    | 29 сентября 2016  | 75         | 26         | 24         | 25         | 034,67     |
| Блэкберн Роверс      | Англия    | 22 февраля 2017 | 30 июня 2022      | 267        | 108        | 70         | 89         | 040,45     |
| Сандерленд           | Англия    | 30 августа 2022 | 4 декабря 2023    | 65         | 26         | 18         | 21         | 040,00     |
| Бирмингем Сити       | Англия    | 8 января 2024   | 19 марта 2024     | 14         | 4          | 2          | 8          | 028,57     |
| Вест Бромвич Альбион | Англия    | 17 января 2025  | 21 апреля 2025    | 17         | 5          | 4          | 8          | 029,41     |
| Итого                | Итого     | Итого           | Итого             | 889        | 363        | 213        | 313        | 040,83     |

И — игры, В — выигрыши, Н — ничьи, П — поражения, % побед — процент побед 
(данные откорректированы по состоянию на 21 апреля 2025)

## Достижения

### в качестве игрока
«Мидлсбро»
- Выход из третьего дивизиона футбольной лиги: 1986/87
- 3-место во втором дивизионе футбольной лиги: 1987/88

 «Ипсвич Таун»
- Победитель плей-офф первого дивизиона футбольной лиги: 1999/2000

### в качестве тренера
«Вест Бромвич Альбион»
- Победитель Чемпионшипа: 2007/08

 «Блэкберн Роверс»
- Выход из Лиги Один: 2017/18

## Личная жизнь
Первая жена Моубрея, Бернадетт, умерла 1 января 1995 года в возрасте 24-х лет, через восемь месяцев после их свадьбы с Тони.
Сейчас Моубрей женат во второй раз. У него и его жены Амбер трое сыновей — Лукас, Макс и Оливер.
Тони — ярый борец за здоровый образ жизни. Он никогда не курил и вообще не употребляет алкоголя с девятнадцатилетнего возраста.